# Karin Johannesson

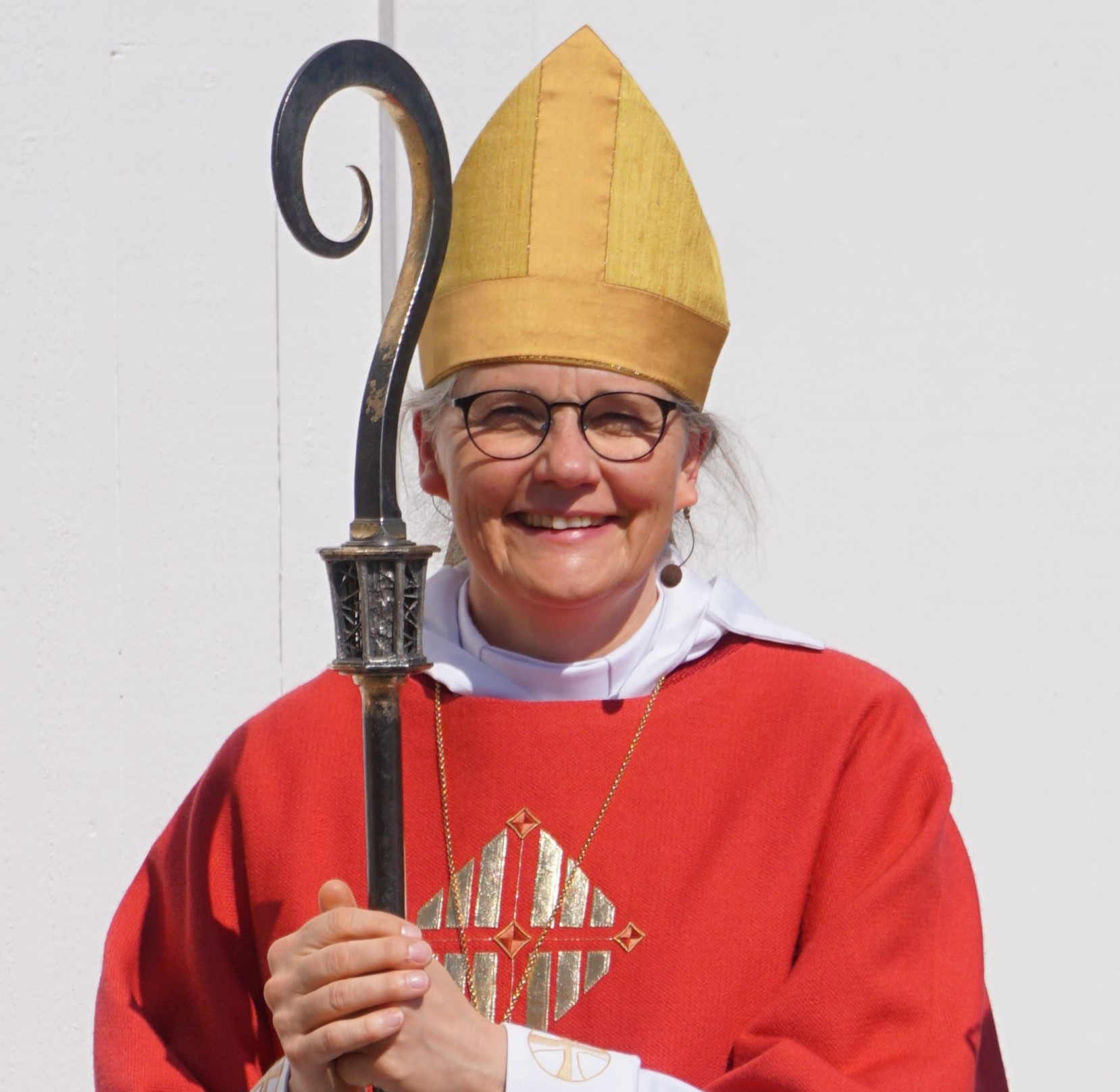
Karin Johannesson, 2024

Karin Maria Elisabeth Johannesson (* 8. Dezember 1970 in Filipstad) ist eine schwedische Geistliche der Schwedischen Kirche und Bischöfin im Erzbistum Uppsala.

## Leben
Nach dem Besuch des Spångbergsgymnasiums in Filipstad begann Karin Johannesson 1989 ein Theologiestudium an der Universität Uppsala. Sie legte 1994 das Kandidatenexamen ab und setzte ihr Theologiestudium fort. Daneben begann sie ein Studium der Religionsphilosophie. 2002 wurde sie von der Universität Uppsala mit einer Dissertation über die Beziehung zwischen unserer Sprache und der Realität Gottes zur Dr. theol. promoviert. Danach arbeitete sie als wissenschaftliche Mitarbeiterin an der Universität Uppsala sowie in der Kanzlei des Bistums Karlstad. Ihre Ordination erfolgte 2010.
Karin Johannesson wurde am 6. November 2018 zur Bischöfin im Erzbistum Uppsala gewählt. Die Bischofsweihe empfing sie am 3. März 2019 durch die Erzbischöfin von Uppsala Antje Jackelén. Ihr Wahlspruch lautet Kristus förkunnar vi („Christus verkündigen wir“). Als Bischöfin unterstützt Karin Johannesson den jeweiligen Erzbischof in der Leitung des Erzbistums Uppsala, damit dieser oder diese sich vorrangig den Pflichten innerhalb der Gesamtkirche widmen können.

## Veröffentlichungen (Auswahl)

### Wissenschaftliche Monographien
- Helgelsens filosofi. Om andlig träning i luthersk tradition (= Forskning för kyrkan, Bd. 21). Verbum, Stockholm 2014, ISBN 9789152635858.
- Gud för oss. Om den non-metafysiska realismen och dess konsekvenser för religionsfilosofins uppgift och natur. Thales, Stockholm 2002, ISBN 9789172350243.
  - God pro Nobis. On Non-Metaphysical Realism and the Philosophy of Religion (= Studies in Philosophical Theology, Bd. 37). Peeters, Leuven 2007, ISBN 9789042918566.

### Wissenschaftliche Aufsätze und Beiträge in Sammelwerken (Auswahl)
- The Holy Spirit and Lutheran Spirituality in the 21st Century. In: Seminary Ridge Review, Gettysburg 2016, S. 1–15.
- Lutheran Spiritual Theology in a Post-Christian Society. Justification in a Post-Christian Society (= Church of Sweden Research Series, Bd. 8). Hrsg. Carl-Henric Grenholm, Göran Gunner, Pickwick Publications, Euston 2014, S. 121–136.
- Non-Metaphysical Realism. A Dummett-Inspired Implementation of Putnam’s Internal Realism. In: European Journal for Philosophy of Religion, 2014, Nr. 1, S. 3–18.
- Concept of God in Contemporary Philosophy of Religion. In: Anne L. C. Runehov, Lluis Oviedo (Hrsg.): Encyclopedia of Sciences and Religions. Springer Netherlands, Dordrecht 2013, S. 449–457.
- Konfessionell religionsvetenskap – vad är det? In: Mattias Martinson, Ulf Jonsson, Lina Sjöberg (Hrsg.): Kritiskt tänkande i religionsvetenskapen. Nya Doxa, Nora 2009, S. 51–67.
- Att tala sanning som predikant. In: Religion och existens. Årsskrift för Teologiska föreningen i Uppsala. Universitetstryckeriet, Uppsala 2008, S. 57–68.
- Kön och bön. In: Svensk Teologisk Kvartalskrift, 2008, Nr. 3, S. 108–121.
- Första, andra, tredje? Om risken för vetenskaplig stagnation. In: Lars Hartman, Lina Sjöberg, Mikael Sjöberg (Hrsg.): Var, hur och varför? Reflektioner om bibelvetenskap. Festschrift für Inger Ljung (= Uppsala Studies in Faiths and Ideologies, Bd. 17). Acta Universitatis Upsaliensis, Uppsala 2006, S. 203–210.

### Belletristik und Populärwissenschaftliches
- Thérèse och Martin. Karmel och reformationen i nytt ljus. Artos & Norma, Skellefteå 2018, ISBN 9789177770497.
- Reformation i fem rum. Verbum, Stockholm 2016, ISBN 9789152636688.
- OSA – tankar om livet. Mejlsamtal mellan biskopen Esbjörn Hagberg och religionsfilosofen Karin Johannesson. Karlstads stift, Karlstad 2009, ISBN 9789197777612.
- Till alla som tycker att livet är en öken. Verbum, Stockholm 2001.